# Okttober
Okttober je slovenska rock glasbena skupina iz Maribora.
Začetki skupine segajo v leto 2009, ko sta se pevcu in kitaristu Milanu Frasu ter basistu Reneju Markoviču pridružila solo kitarist Niki Stojanović in bobnar Grega Božič. Skupina se je prvotno imenovala Woody and the Seamonkiz (še pred prihodom Nikole). 2015 je Reneja zamenjal bas kitarist Lan Falež, za njim je bil basist Primož Pavlin. Leta 2018 je imela skupina daljšo pavzo zaradi zdravstvenih težav pevca Milana, konec leta 2018 pa je mesto basista prevzel Sebastijan Roškarič, s katerim so se Okttober po letu in pol dolgi pavzi končno spet vrnili na koncertne odre.
Svoj prvi singel Lep dan so izdali leta 2013, na radijske postaje pa so ga začeli pošiljati naslednje leto. Z njim so se povzpeli na sam vrh lestvic več radijskih postaj (Radio City, Radio Maribor, Radio Prlek, Radio Rogla). 2015 sta sledila Sem kakor ti, ki je bil popevka tedna na Valu 202, in Dlani. Za vse tri so posneli videospote v sodelovanju z mladim hrvaškim režiserjem Dinkom Šimcem. 10. 10. 2015 je izšla njihova debitantska plošča z naslovom 10.
V letih 2018 in 2019 skupina dela na ustvarjanju in snemanju novih pesmih.
Njihove pesmi sodijo v zvrst melanholično-melodičnega rocka, tematsko pa so osebno izpovedne, življenjske, pa tudi družbeno kritične.

## Diskografija
Singli
- Lep dan (2013)
- Sem kakor ti (2015)
- Dlani (2015)
- Obljube (2020)
- Majhne sledi (2020)

Videospoti
- Lep dan
- Sem kakor ti
- Dlani

Albumi
| Leto | Album | Skladbe |
| ---- | ----- | --- |
| 2015 | 10    | - Kaj za to - Poišči me v pravljici - Lep dan - Vstran - Sem kakor ti (Oktober) - Dlani - Oprosti za smeh - Ujet v čas - Kalup - To, kar si - Slovo |